# Манріке Лардует
Манріке Лардует (нар. 10 липня, 1996 року, Сантьяго-де-Куба, Куба) — кубинський гімнаст, призер чемпіонатів світу.

## Виступи на Олімпіадах
| Олімпіада | Дисципліна         | Місце |
| --------- | ------------------ | ----- |
| Ріо 2016  | абсолютна першість | 24    |
| Ріо 2016  | паралельні бруси   | 5     |
| Ріо 2016  | перекладина        | 6     |

## Спортивна кар'єра
2020
Федерація спортивної гімнастики Куби відсторонила особистого тренера Манріке Карлоса Хіла, що унеможливило підготовку до Олімпійських ігор 2020 року в Токіо, Японія. 
2021
В результаті конфлікту федерація не заявила гімнаста на головний турнір чотирирічного циклу через відсутність форми, з чим гімнаст категорично не погоджувався.
2022
Оголосив про відновлення спортивної кар'єри в Лаціо, Італія.